# Linha Marrom (Rio de Janeiro)
A chamada Linha Marrom é uma das vias expressas previstas no Plano Doxiadis, de urbanização da cidade do Rio de Janeiro, no Brasil.

## Histórico
De acordo com o projeto original, esta via ligaria o entorno do bairro do Rio Comprido, próximo a Zona Central da cidade, passando por vários bairros como Sulacap, Bangu e Campo Grande e terminando no bairro de Santa Cruz na Zona Oeste, através dos maciços montanhosos da cidade(Tijuca e Pedra Branca).
É provável que o traçado desta via expressa se iniciasse na Avenida Radial Oeste, no bairro da Praça da Bandeira, onde seria realizada a ligação com a Linha Vermelha (por meio do Viaduto Engenheiro Freyssinet), com a Avenida Presidente Vargas e com a Avenida Francisco Bicalho. A partir deste traçado a mesma continuaria pelos bairros de São Francisco Xavier, Riachuelo (onde cruzaria com a Linha Verde), Engenho Novo, Méier, Engenho de Dentro (onde cruzaria com a Linha Amarela), Quintino, Praça Seca (onde cruzaria com a Linha Azul) e a partir deste bairro convergindo para um traçado paralelo à Avenida Brasil, cruzando com a Transolímpica na altura de Jardim Sulacap, até alcançar o bairro de Santa Cruz.
Caso esta via fosse implantada, o trecho compreendido entre a Linha Amarela e o Centro, poderia se constituir como parte elementar da ligação entre a Barra da Tijuca e o centro da cidade do Rio de Janeiro, além de desafogar o trânsito na Avenida Brasil. Da mesma forma, o trecho desta via compreendido entre a Linha Amarela e/ou Praça Seca a Campo Grande/Santa Cruz poderia ser uma alternativa de conexão da baixada de Jacarepaguá com o restante da Zona Oeste carioca, desafogando provavelmente parte da Barra da Tijuca. Um possível complemento metroviário poderia aumentar a eficiência desta solução. 
Essa via expressa, a mais audaciosa do Plano Doxiadis, possui identificação oficial como RJ-077, mas não possui nome.

## TranSuburbana
Durante as eleições municipais de 2016, o candidato de situação, Pedro Paulo, em suas promessas de campanha, prometeu implantar mais um corredor de BRT na cidade do Rio de Janeiro, Ligando Sulacap ao Centro. Surgiram então suspeitas de que este traçado seria baseado em parte da já planejada Linha Marrom, assim como ocorreu com a Linha Azul (Rio de Janeiro) e a TransCarioca.